# Nyabarongo
Nyabarongo (ali Nyawarungu) je velika reka v Ruandi, del zgornjega povirja Nila. S skupno dolžino 351 km je najdaljša reka v celoti v Ruandi. Podaljšana dolžina z jezerom Rweru ter z 69 km dolgim zgornjim tokom reke Akagera, preden se ta zlije v reko Ruvuvu in tvori reko Kagera, znaša 421 km. Reka začne svojo pot ob sotočju rek Mbirurume in Mwogo na jugozahodu države. Ti dve reki se začneta v gozdu Nyungwe in ju nekateri smatrajo za najbolj oddaljen izvir Nila. Nyabarongo od svojega začetka teče proti severu 85 km in tvori mejo med zahodno in južno provinco. Ob sotočju z reko Mukungwa reka spremeni tok in teče proti vzhodu 12 km, nato pa zadnjih 200 km proti jugovzhodu. Na najdaljšem delu tega toka reka služi kot meja med severno in južno provinco, nato med mestom Kigali in južno provinco ter nazadnje med mestom Kigali in vzhodno provinco.
Reka nato vstopi v vzhodno provinco in konča svoj tok blizu meje z Burundijem. Reka Nyabarongo se izliva v jezero Rweru in reko Kagera (ali Akagera) v majhni, a zapleteni delti. Reka Kagera izteka iz jezera Rweru, le 1 km od delte Nyabarongo. Skoraj vsi kraki delte Nyabarongo se izlivajo v jezero, vendar se en krak delte izliva neposredno v pravkar nastalo reko Kagera. Reka Kagera se sčasoma izliva v Viktorijino jezero in tvori Nil.

## Izviri
Reka Nyabarongo izvira v jugozahodni Ruandi vzhodno od jezera Kivu. Izviri reke so v gorski verigi, ki pokriva večino zahodne tretjine Ruande, vzhodno od Albertovega tektonskega jarka. Glavna izvira v gozdnati gorski državi, ki izvirata na nadmorski višini od 2600 do 2750 metrov, sta reki Mbirurume in Mwogo. Najdaljši od potokov, ki oskrbujejo Mwogo, je Rukarara, ki izvira v gozdu Nyungwe. Rukarara teče proti jugu in nato proti vzhodu ter se izliva v reko Mwogo. Mwogo teče proti severu in se zlije z reko Mbirurume južno od Bwakire. Po tem sotočju je reka dobila ime Nyabarongo. Izvir Rukarare je kandidat za skupni izvir Nila, najbolj oddaljenega izvira.

## Potek
Nyawarungu teče proti severu skozi gorsko verigo v globoki dolini, ki je približno vzporedna z jezerom Kivu in približno na isti nadmorski višini približno 1500 metrov. Pri Murambi zaniha proti jugovzhodu. Na levem bregu reka Nyabugogo izteka iz jezera Muhazi. Okoli Kigalija se reka uporablja za kuhanje, pitje in kopanje. Prav tako sprejema odplake in odpadke iz industrije in kmetijstva. Približno 35 kilometrov nižje, jugozahodno od Kigalija, se vanjo z desne izliva reka Akanyaru.
Skupna reka teče proti vzhodu in nato proti jugovzhodu skozi široko, močvirnato dolino. Na meji z Burundijem izsuši jezero Rweru. Nato teče približno proti vzhodu vzdolž meje med Ruando in Burundijem, nato med Ruando in Tanzanijo, do točke, kjer se ji pridruži reka Ruvuvu. Od tam naprej se imenuje reka Kagera, glavni pritok Viktorijinega jezera, ki se izliva v Nil. Reka odteka vzhodno od gora in večji del osrednje planote Ruande.

## Mokrišča
Kmalu po sotočju z Akanyaru, se reka vije proti vzhodu in nato proti jugu skozi kompleks jezer in mokrišč v ravni dolini, ki teče v smeri JJV, široki 35 kilometrov. Jezero Mugesera leži na vzhodnem bregu reke in je največje ruandsko jezero v kompleksu. Ob levem bregu reke ležita tudi jezeri Birara in Sake. Jezera na desnem bregu, od severa proti jugu, so Gashanga, Kidogo, Rumira, Maravi, Kilimbi, Gaharwa, Rweru in Kanzigiri. Jezero Rweru, ki večinoma leži v Burundiju, se izliva v severovzhodni smeri v reko skozi kratek močvirnat odsek.
Čeprav je blizu ekvatorja, je podnebje zaradi nadmorske višine razmeroma zmerno. Deževna obdobja so od marca do maja in spet od septembra do decembra. V zgornjem toku mokrišč je gozd poplavljen le sezonsko. Nižje so pogoste rastline Ficus verruculosa, Myrica kandtiana, Phoenix reclinata in Cyperus papyrus. Voda ima običajno okoli 25 °C. Rib je v izobilju, veliko je vrst vodnih ptic. Druge živali so vodne želve, krokodili, varani, kače in vidre.
Mokrišča reke Nyabarongo so nezavarovano območje, ki obdaja tok reke Nyabarongo in pokriva 142,62 kvadratnih kilometrov. Je velikega pomena za ohranjanje biotske raznovrstnosti, zlasti ptic, z vrstami, kot so ogrožena čaplja Ardeola idae, skoraj ogroženi Laniarius mufumbiri, ranljivi sivi pavji žerjav (Balearica regulorum) in sitatunga (Tragelaphus spekii). Mokrišča so pod resnim pritiskom kmetijstva.
Naslednje vrste v mokriščih reke Nyabarongo so uvrščene na rdeči seznam kot ogrožene: Laniarius mufumbiri, Cisticola carruthersi, Bradypterus carpalis, Chloropeta gracilirostris, Turdoides sharpei, Ploceus castanops, Nesocharis ansorgei in Serinus koliensis.